# Gaga'ifomauga
Gaga'ifomauga est un district des Samoa, en Polynésie.

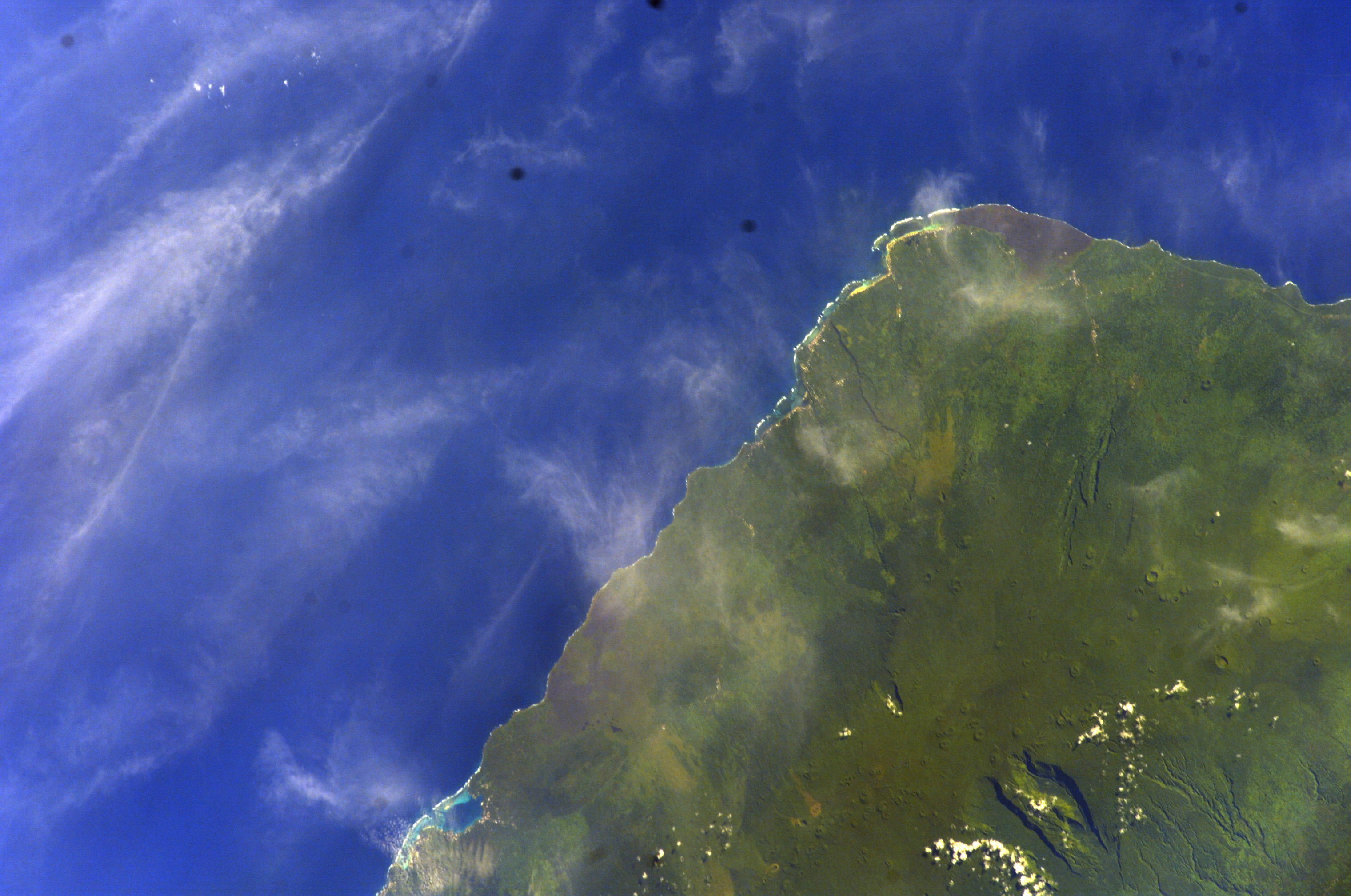
Districts de Gaga'ifomauga et Gaga'emauga centre-nord de Savai'i